# آلبرت رافترانیانینا
آلبرت رافترانیانینا (انگلیسی: Albert Rafetraniaina؛ زادهٔ ۹ سپتامبر ۱۹۹۶) بازیکن فوتبال اهل فرانسه است.
از باشگاه‌هایی که در آن بازی کرده‌است می‌توان به باشگاه فوتبال ستاره سرخ و باشگاه فوتبال نیس اشاره کرد.
وی همچنین در تیم‌های ملی فوتبال زیر ۱۸ سال فرانسه، زیر ۲۰ سال فرانسه، و ماداگاسکار بازی کرده‌است.